# Dune (film fra 2021)
 For alternative betydninger, se Dune. (Se også artikler, som begynder med Dune)
Dune er en amerikansk science fiction- og fantasyfilm fra 2021 instrueret af Denis Villeneuve, efter manuskript af Jon Spaihts, Villeneuve, og Eric Roth. Det er den første i serien på 2 film som er baseret på romanen med samme titel, skrevet af Frank Herbert.

## Medvirkende
- Timothée Chalamet som Paul Atreides
- Rebecca Ferguson som Lady Jessica
- Oscar Isaac som Duke Leto I Atreides
- Josh Brolin som Gurney Halleck
- Stellan Skarsgård som Baron Vladimir Harkonnen
- Dave Bautista som Glossu Rabban
- Stephen McKinley Henderson som Thufir Hawat
- Zendaya som Chani
- David Dastmalchian som Piter De Vries
- Chang Chen som Dr. Wellington Yueh
- Sharon Duncan-Brewster som Dr. Liet-Kynes
- Charlotte Rampling som Gaius Helen Mohiam
- Jason Momoa som Duncan Idaho
- Javier Bardem som Stilgar

.